# 北見峠

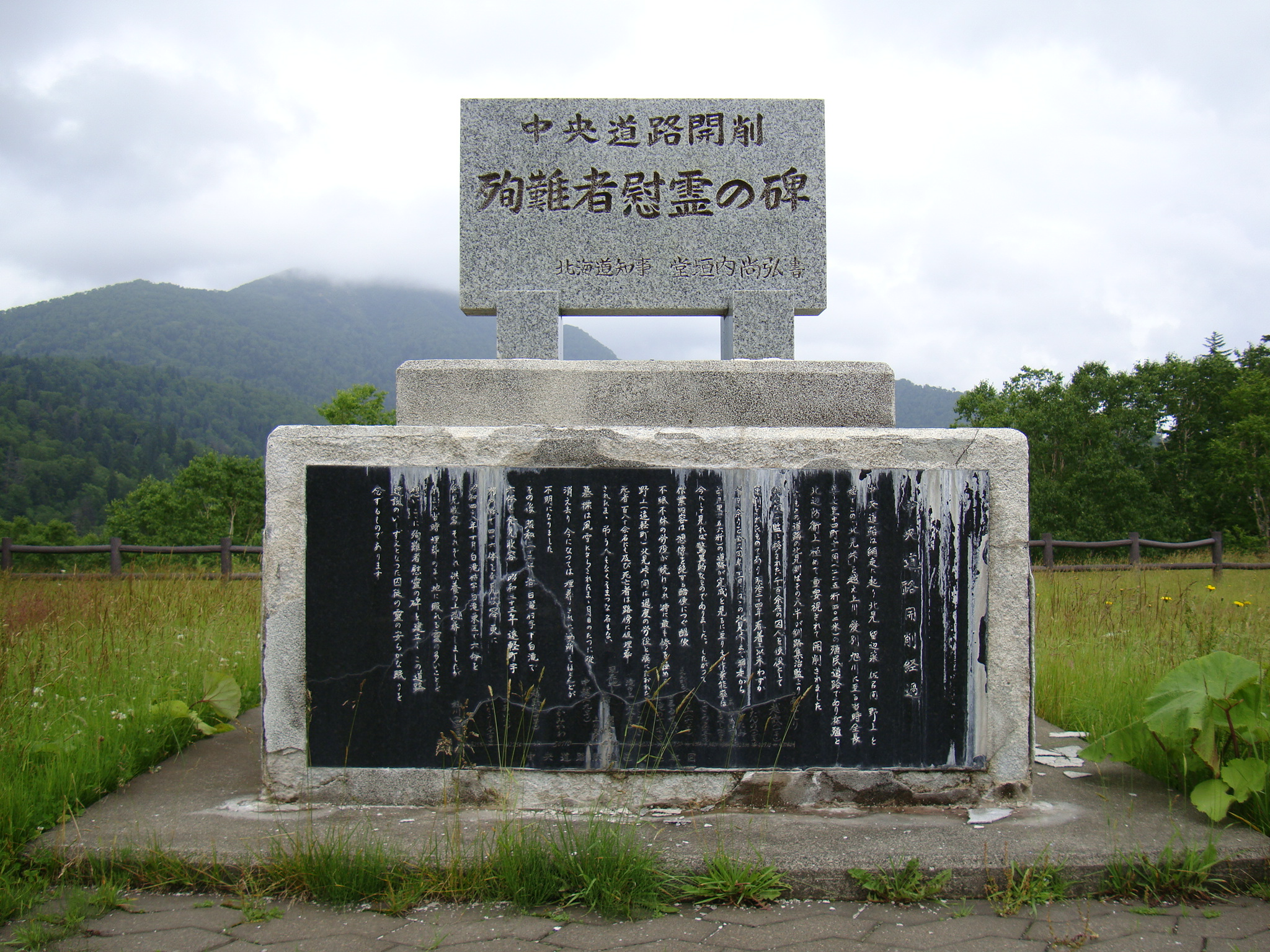
北見峠頂上にある中央道路開削殉職者慰霊の碑（2009年7月）

北見峠（きたみとうげ）は、北海道上川郡上川町字上越と紋別郡遠軽町奥白滝の境にある峠。標高857 m。国道333号が峠を越えている。
JR北海道石北本線と旭川紋別自動車道（国道450号）も峠付近を通っているが、それぞれ石北トンネル、北大雪トンネルという4 ㎞以上の長大トンネルで峠直下を通過している。本項ではこのトンネルについても記載する。

## 概要
北見峠は急カーブが連なる交通の難所となっている。遠軽側の上り車線のみ登坂車線が設けられている。一方、原生林の中を通り抜ける峠であるため、好天時には雄大な景観を楽しむことができる。

## 歴史
1891年（明治24年）、北方の防備と開拓のため網走から北見峠までの162.6 kmにおよぶ道路を中央道路として開削した。明治政府の命により、空知集治監や釧路集治監の別館として中央道路開削のために設置された網走監獄（網走刑務所）の囚人約1,100人と職員約200人が作業にあたり、工事は4月に開始して12月までに約160 kmを完成させるという突貫工事であった。過酷な労働で200人以上の犠牲者を出したことから、別名「囚人道路」とも言われている。中央道路の経路には犠牲者を弔う慰霊碑が各地に建立されており、峠頂上のパーキングエリアには、1974年（昭和49年）当時の白滝村村長によって建立された慰霊碑がある。
開通後は経路に駅逓所が開設され、1897年（明治30年）と1898年（明治31年）に屯田兵が中央道路経由で北見地域に入植していった。
1952年（昭和27年）に国道39号に指定されたが、石北峠の開通に伴い、1957年（昭和32年）道道遠軽上川線に降格。1968年（昭和43年）に線形改良を行い、1975年（昭和50年）国道333号に再度昇格した。
2000年代以降、積雪のある冬期間において峠付近の路側帯から山中にスノーモービルで乗り入れる者が増えたが、峠周囲の国有林を管理する北海道森林管理局はスノーモービルの乗り入れを認めていない。

## 石北トンネル
北見峠の直下を通過するJR北海道石北本線のトンネル。延長は4,329 m。
1932年（昭和7年）、鉄道省石北線時代に本トンネルを含む石北線中越駅（現・中越信号場）- 白滝駅間が開業。

## 北大雪トンネル
北見峠の直下を通過する旭川紋別自動車道のトンネル。延長は4,098 m。
2002年（平成14年）に旭川紋別自動車道初の供用区間として浮島IC - 白滝IC間（上越白滝道路）が開通。峠を通過する北大雪トンネルは、冬場の吹雪による視界不良などの厳しい気候条件に対して視線誘導施設や監視カメラの設置間隔短縮により管理体制の強化を図っている。トンネル内では携帯電話サービスの利用が可能となっている。

## 北見峠が登場する作品
- 安部譲二『囚人道路』講談社、1993年。